# 宜春西站
宜春西站原名宜春站，位于江西省宜春市袁州区平安路，是沪昆铁路上的车站。车站由南昌局集团宜春车务段管辖，曾经为宜春主要的客货运车站，目前仅办理整车普通货物到发业务。

## 历史
作为原浙赣铁路南昌-萍乡段的中间站，本站于1937年9月竣工通车，每日有一对客货列车停靠。车站及线路后因战争损毁，1949年修复，为三等站。1964年车站迁移至东风大街、平安路现址，原站场改建为货运用途:1432。
1988年车站重建站房，1992年9月30日竣工，同年10月22日启用。1992年9月站场实现复线化。2002年，车站由三等站升至二等站:1432。2006年10月29日开始，车站对1站台进行高站台改造，同年12月27日完工；2007年7月1日起，长沙-上海南D106次列车增停宜春站，车站开办既有线动车组业务；同年10月起，车站又对2站台进行高站台改造，2008年1月9日完工，期间车站停办货运业务。
沪昆客运专线在宜春市新设宜春东站，并设沪昆普速车场。2014年7月9日，新建宜春东站正式命名为宜春站，同时本站更名为宜春西站；同年9月15日新宜春站开办客运业务，本站停办客运业务，仅办理货运业务。
2016年车站等级由二等站下调为三等站。

## 车站结构
宜春西站站房建于1998年，面积3000平方米，设有两层。车站站场共设有9条股道，包括2条正线、4条到发线和1条牵出线，设有旅客站台2座；货场面积43500平方米，设有4条装卸线:1432:177。车站设有通往国家粮食和物资储备局江西局三七〇处、华茂物流运输宜春分公司、天地国投粮油储运、中石化宜春石油分公司等单位的专用线。